# Sauna

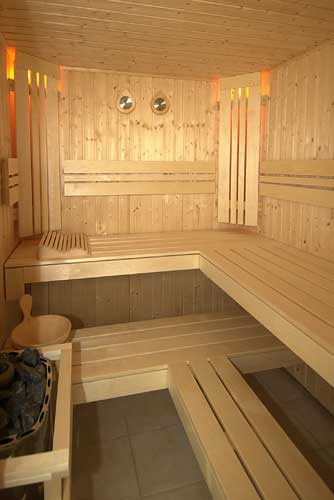
El interior de las saunas tradicionales está recubierto de madera.

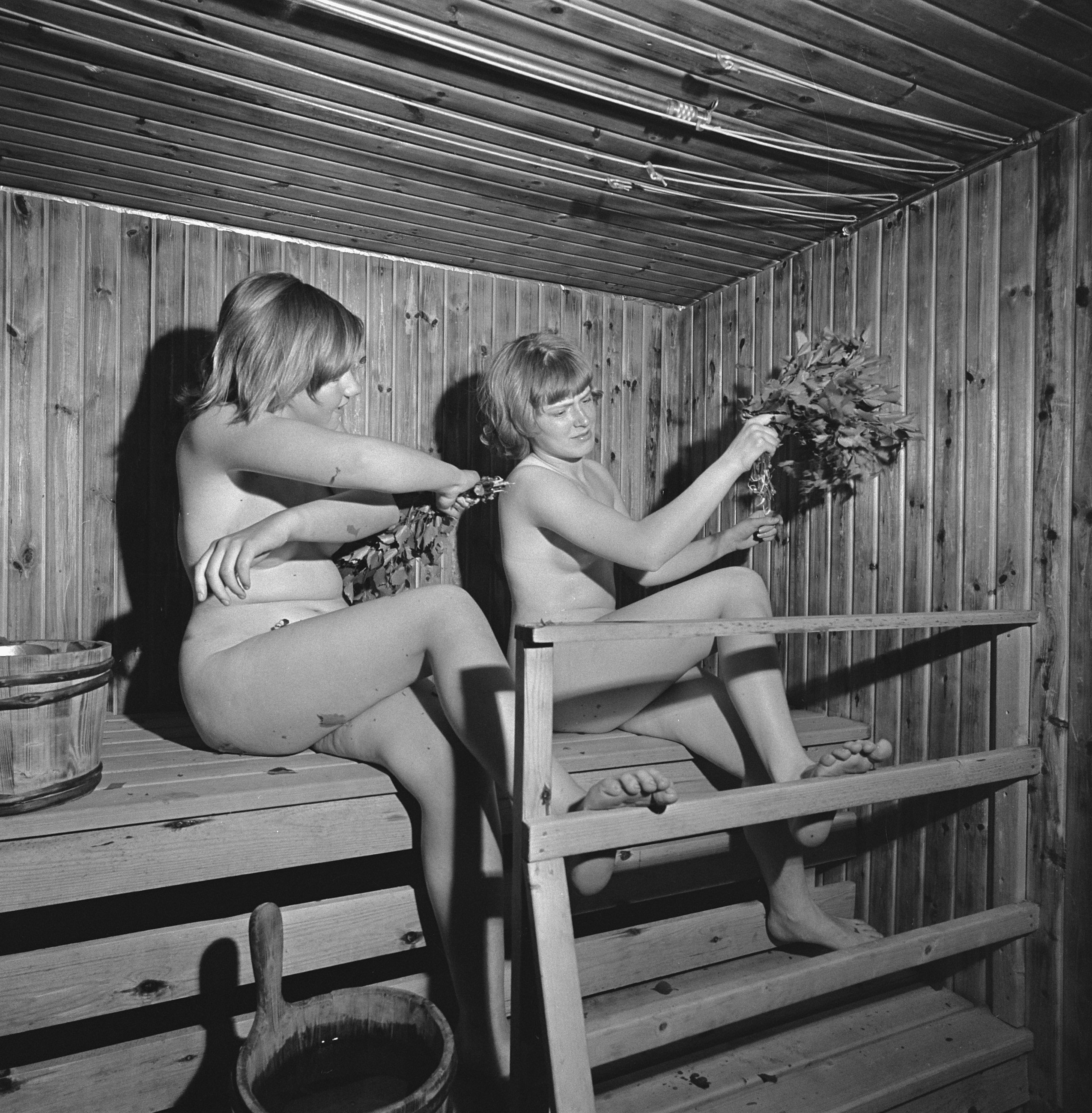
Mujeres finlandesas usando vastas (haces con ramas de abedul) para estimular la circulación.

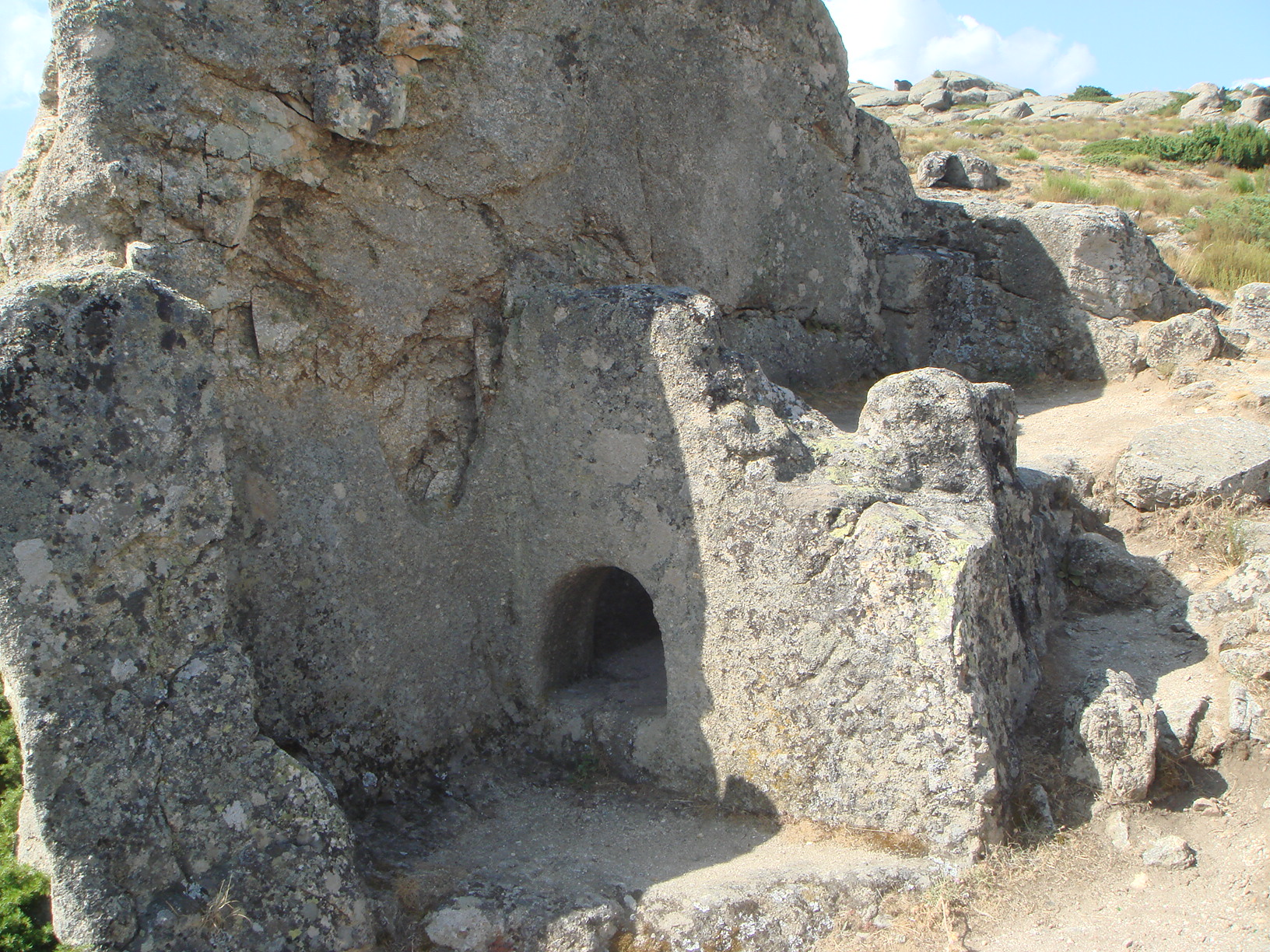
Sauna ritual vetona del castro de Ulaca. Las saunas protohistóricas del noroeste de la península ibérica son denominadas saunas castreñas.

Sauna (del finés sauna) es un baño de vapor o sudoración que se realiza en un recinto a muy alta temperatura. La palabra puede ser utilizada tanto en femenino como en masculino. Dependiendo de la humedad relativa dentro del recinto la sauna puede ser húmeda o seca. La sauna húmeda, donde la temperatura no supera los 70 °C y la humedad relativa es muy alta, es conocida como baño turco. La sauna seca, con temperaturas entre los 80° y 90 °C y una humedad mínima, nunca superior al 20%, se la conoce como "sauna finlandesa" o simplemente "sauna".
La sauna tiene efectos buenos sobre el organismo, al liberar, mediante sudoración, que suele ser abundante y rápida, toxinas y activar la circulación sanguínea [cita requerida]. Siempre va acompañada con contrastes de temperatura, a la sesión de calor le sigue una de enfriamiento, que amplía los efectos de la sudoración. Se toma con fines higiénicos y terapéuticos.
Cuando se habla simplemente de "sauna" se hace referencia, normalmente, a la sauna seca.
Tampere, la segunda ciudad más grande de Finlandia, ha sido declarada oficialmente como la "Capital mundial de la sauna".

## "Sauna húmeda" o baño de vapor
En España y otros países se llama incorrectamente sauna húmeda a los baños de vapor o baños turcos, una habitación caliente que oscila sobre los 45-55 °C con una humedad relativa que ronda el 100%. Suelen ser salas herméticas donde se mantienen esas condiciones.
Originalmente es un sistema de salas de calor a diferentes temperaturas. Son tres salas que se escalonan en su temperatura, la primera está a 25 °C, la segunda a 40 °C y la tercera a casi 60 °C. Se combinan calor seco y calor húmedo, con frío y masajes, proporcionando unos beneficios muy parecidos a los de la sauna finlandesa aunque con menos exigencias e impacto.
Las exigencias físicas son importantes. Está contraindicado a las personas hipertensas o con trastornos circulatorios o cardiacos. Siempre hay que realizar una consulta médica antes de comenzar a utilizarlos.

## Sauna seca o finlandesa

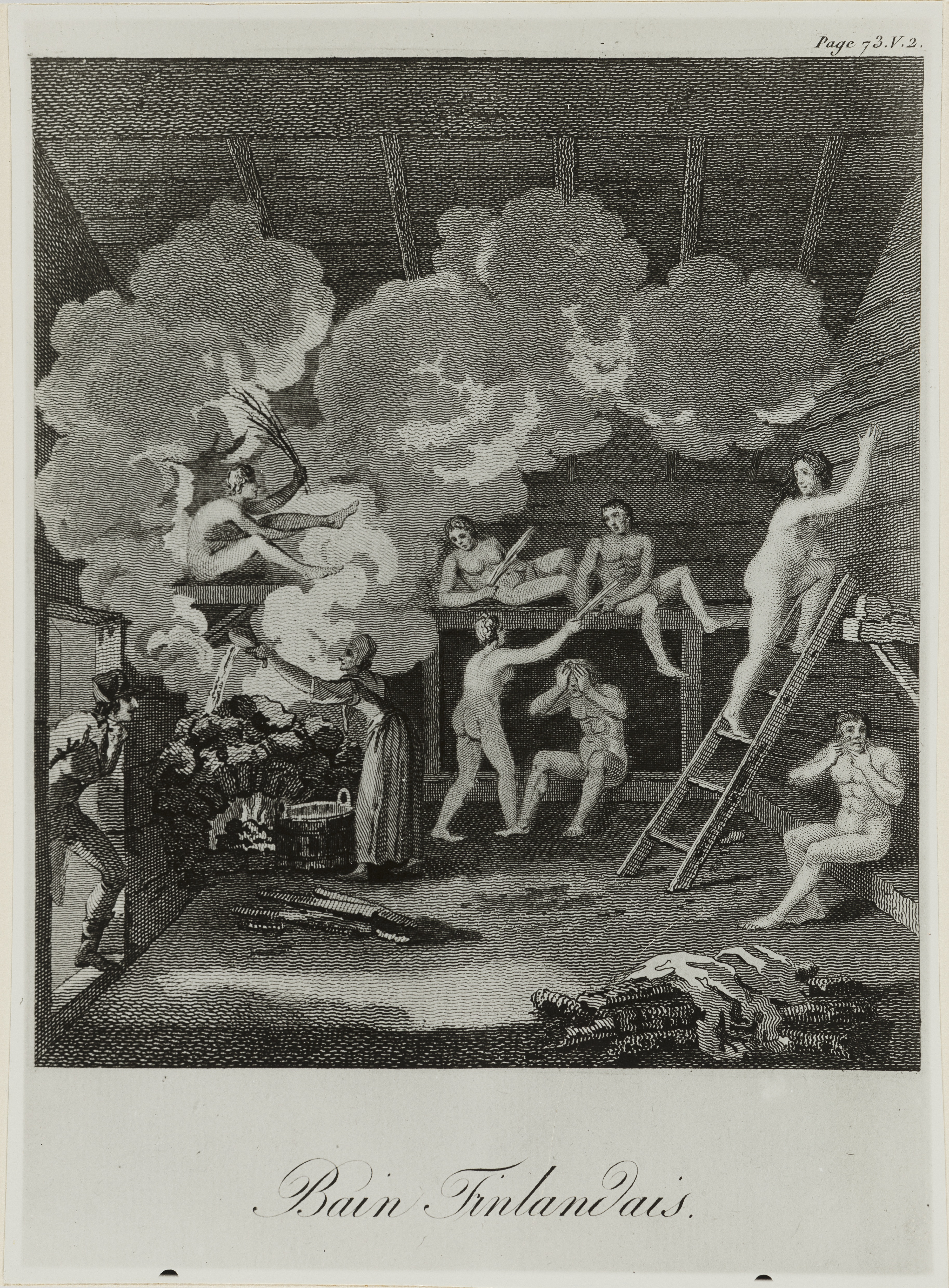
Bain Finlandais. Ilustración de una sauna finlandesa hecha por Giuseppe Acerbi en 1804.

La sauna seca es de origen finlandés (2 millones de saunas para 5,2 millones de habitantes) y esta práctica es muy habitual en Escandinavia, donde la temperatura en el interior llega a 70-100 °C y la desnudez es natural y casi obligatoria.
El interior de las saunas secas está revestido de madera y las cabinas de sauna están calentadas por leña o electricidad.
Los motivos higiénicos están presentes en los orígenes de la sauna, en todos los documentos tanto escritos como orales hay referencia exclusiva a la misma.
El concepto de higiene de sauna hace referencia a la eficacia de la sauna en conseguir una higiene de la piel muy eficiente prácticamente sin jabón. La transpiración que se produce, muy profunda, hace que se abran todos los poros y que se elimine el sebo, las toxinas y las bacterias.

## El origen finlandés
El origen de la sauna se atribuye normalmente a los finlandeses. La palabra sauna es la palabra finesa más extendida. La expresión tomar una sauna no solamente significa pasar un rato sudando antes de tomar una ducha, sino el realizar todo un rito que conlleva la radiación de varios lapsos de transpiración y golpes de vapor, que se producen arrojando agua sobre piedras calientes. El vapor es el espíritu de la sauna. La palabra finesa löyly (el vapor obtenido arrojando agua sobre piedras calientes), es una palabra de origen ugrofinés que entró en el vocabulario finés hace más de 7000 años.
En sus comienzos, era un lugar sagrado y se ubicaba en el patio de las casas. En el siglo XX se comenzó a construirlas al lado de los lagos como ya se hacía en algunas mansiones.
Lo normal era realizar una sesión de sauna a la semana y hacerlo de forma conjunta pues el calentamiento de recinto resultaba trabajoso, podía llevar toda una jornada y requería experiencia y paciencia en la preparación de la leña y el encendido y mantenimiento de la estufa, así como en la preparación de los haces de ramas de abedul, la vihta, con la que en el momento de máxima sudoración se suelen flagelar.
Los finlandeses no solo entienden la sauna como una "purificación" de cuerpo, ven en ella también la "purificación" del espíritu. Hasta la Segunda Guerra Mundial era el lugar donde se daba a luz y se preparaba el cadáver para el entierro. Todas estas labores las realizaban las mujeres de la casa que, como en el caso de los partos, tenían "jornadas de sauna" ligadas a estas actividades.
La ejecución de una sesión de sauna está regida por normas y tradiciones. Hay una máxima que dice 

En la sauna como en la iglesia se requiere recogimiento

 haciendo referencia a la tranquilidad que debe reinar en esos recintos.
En una sesión de sauna, no se debe alborotar o hacer ruido, incluso la propia charla debe estar limitada al alterar las condiciones en las que se toma (modifica la respiración). La sauna, que se toma desnudo, ha tenido una cierta imagen de promiscuidad, cuando se ha acostumbrado a tomarla por turnos diferenciados según el sexo (en las comunidades rurales finlandesas primero entraban los hombres acompañados por el patrón de la comunidad y luego las mujeres que eran encabezadas por la señora de la misma). En los centros modernos hay saunas diferenciadas para hombres y mujeres.
La costumbre finlandesa tiene la sauna vinculada con el calendario agrario y al folclórico. Muchas labores se realizaban alrededor de la sauna y, en días especiales, se podían hacer presagios para atraer la buena suerte en el tiempo venidero o en acontecimientos especiales como bodas o cosechas. En Koivisto, en el istmo de Carelia, se tomaba la sauna antes de comenzar el primer día del año ya que aseguraban que 

los trabajos se harán a tiempo todo el año y nada se atrasará si el primer día del año el vapor sube a los cielos antes que el sol

.
La identificación de los finlandeses con la sauna es muy alta. Consideran la sauna como una institución nacional y de ella parten para hacer similitudes con otros pueblos y culturas entendiendo que la sauna tiene un mismo sentir espiritual que los otros baños de vapor de otras culturas como el inapi o sweat lodge estadounidense, el ofuro japonés, el Hamam árabe, el Temazcal mexicano o el bania ruso. Sin olvidar los de la antigüedad europea, las termas romanas.

### La cabina y la estufa
Los elementos que conforman una sauna son la cabina y la estufa. Luego están los que sirven para la refrigeración del cuerpo, que suelen ser normalmente recintos de baño, en algunos casos naturales como ríos y lagos o piscinas y bañeras. Lo habitual en muchos países es que el enfriamiento se realice mediante una ducha fría.

#### La cabina
La cabina tradicional es un recinto de madera que posee varios bancos a diferentes alturas y una estufa cubierta de piedras que caldea el recinto y permite producir vapor al arrojar agua sobre ellas.
Los antiguos suomis y samis ya tenían en su vocabulario la palabra "sauna" y hay constancia que solían realizar sesiones de sauna en unos baños ocasionales que consistían en una estufa que calentaba un montón de piedras donde arrojaban agua cubriendo el conjunto con una cubierta ocasional. Se cree que en los hogares primitivos, de la Edad de Piedra hace más de 6.000 años ya se realizaban prácticas similares.
Entre los siglos V y VIII proliferaron en Finlandia las saunas con cabina de madera. Eran cabañas de troncos de un solo cuarto que se calentaban con fuego y humo (lo que se conoce como sauna de humo).

#### La estufa

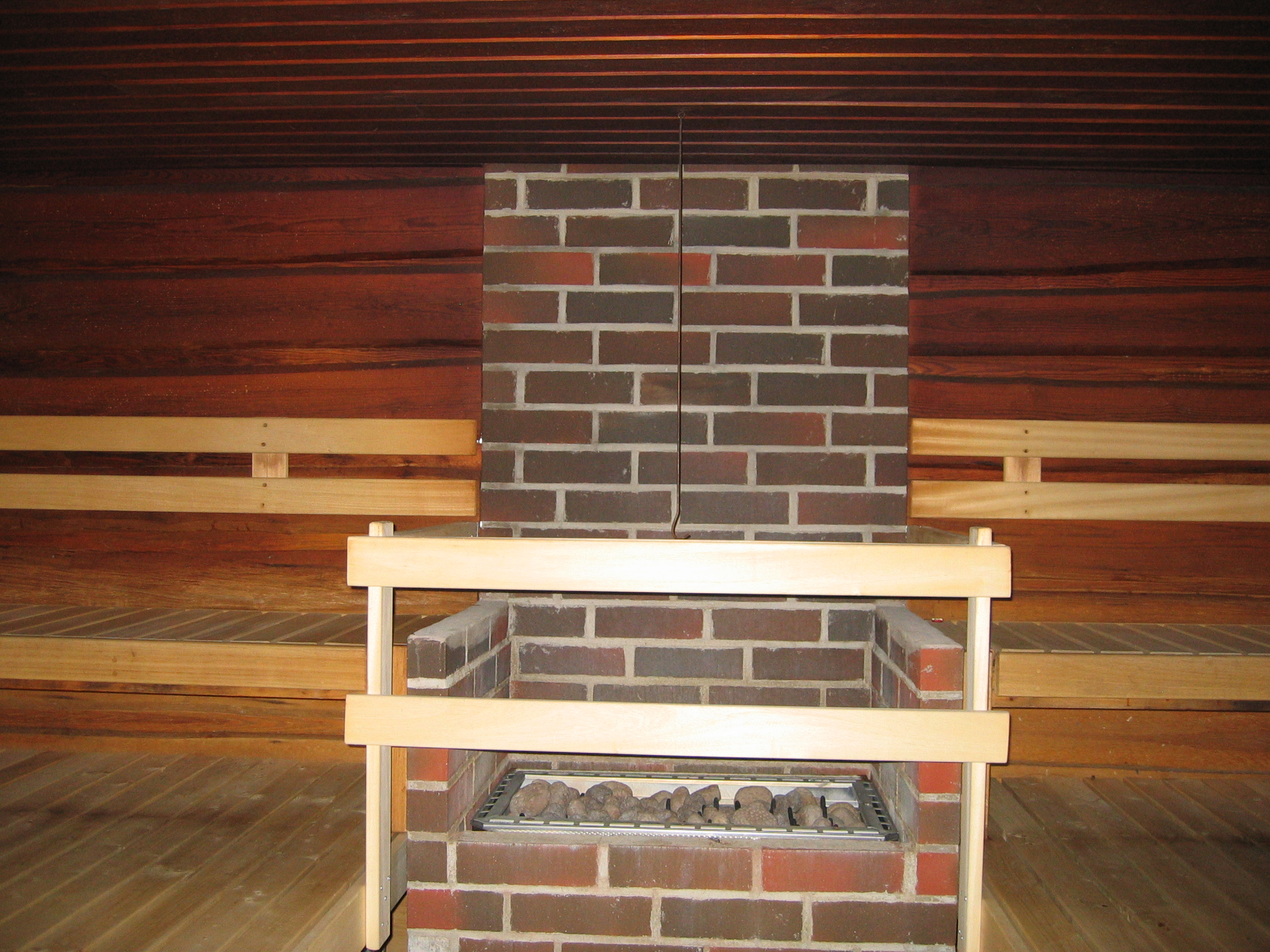
Estufa de una sauna.

La estufa simple de una hoguera cubierta de piedras pronto fue sustituida por otros métodos de producción de calor.
La sauna de humo consistía en una bóveda de piedra en la que se su interior se realizaba el fuego y una cúpula redondeada donde se ponían las piedras. Muchas veces coincidía con el fogón de la casa y en el siglo XI se desarrolló una modificación que hacia compatible el uso del mismo fogón para calentar la sauna y para las labores domésticas llegando a especializarse en la sauna en su función de cuarto de baño. Estos fogones no poseían chimenea y el humo llenaba el recinto.
A finales del siglo XVIII se comenzaron a construir fogones cerrados con tres cámaras, una para la lumbre, otra para las piedras y la tercera y superior para la producción de humo. Pronto se incorporó una chimenea en lugar de la tercera cámara que se generalizó al siglo siguiente con las construcciones en ladrillo. Esto posibilitó la expansión de las saunas a las ciudades donde empezaron a aparecer las pequeñas chabolitas de madera en los jardines de las casas.
A comienzos del siglo XX, en 1910, se comienzan a fabricar las estufas metálicas que fueron mejorándose rápidamente. En la década de los 30 ya las llamas no tocaban las piedras y el humo no se veía, permitiendo mantener el fuego encendido durante el baño y producir vapor mientas haya leña.
La urbanización de la sociedad finlandesa, con servicios como el agua corriente, el saneamiento y la electricidad y la proliferación de las casas de pisos y de los cuartos de baño convencionales hicieron que la costumbre de la sauna recayera. La construcción de baños públicos posibilitó el mantener la costumbre viva aun cuando en los pisos no era posible la realización de recintos de sauna.
Los baños públicos tienen secciones separadas para hombres y mujeres e incluso sectores reservados para el baño familiar. Se amplió la oferta con servicios suplementarios como masajes, lavandería y otros más característicos como la aplicación de ventosas. La concentración de personas en estas saunas posibilitó el aumento de las relaciones humanas. A mediados del siglo XX había en Helsinki 150 de estos establecimientos, cincuenta años después quedaban solamente dos.
A mediados del siglo XX se incorporó la estufa eléctrica que no tenía las incomodidades de las de fuego. No precisaban de salida de humos, el control de la temperatura es muy sencillo y se puede instalar en cualquier lugar, lo que permitió la instalación de saunas en los pisos como una habitación más.
Esta tercera evolución solventó radicalmente el problema de las saunas en zonas urbanas. Se comenzaron a realizar saunas comunes para los vecinos de un mismo edificio y pronto pasó al interior de las viviendas particularizándose su uso. En países con una tradición saunística menor las instalaciones de sauna forman parte de las complejos deportivos y de ocio en particular unido al agua, con establecimientos conocidos como SPA (del latín salus per aquam, salud mediante agua).

### Cómo tomar una sauna

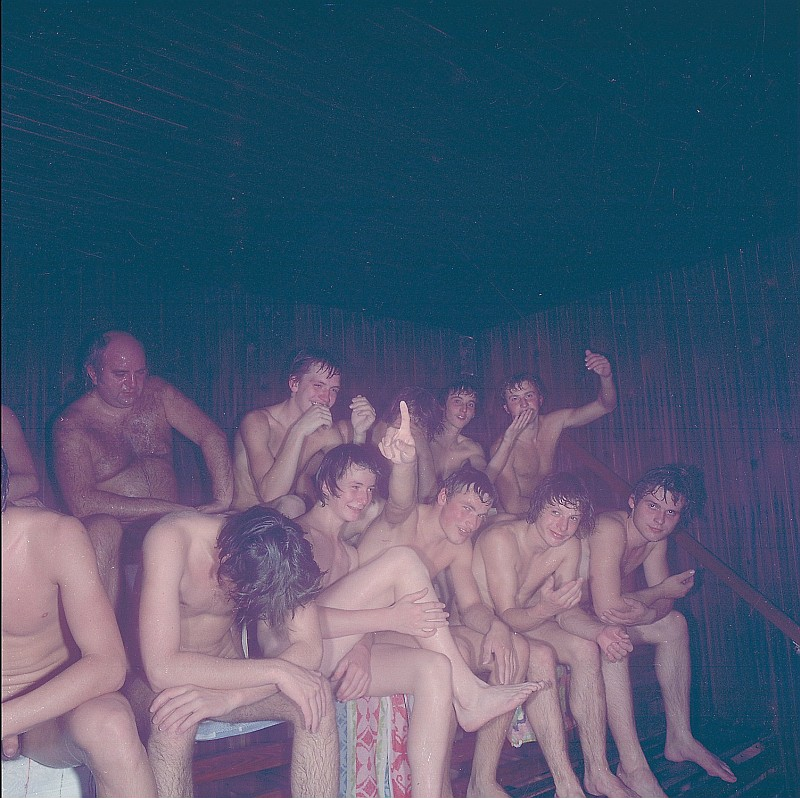
Sauna en Alemania

Para tomar una sesión de sauna hay que seguir un cierto protocolo que garantiza la efectividad de dicha sesión. De todas formas es el propio usuario quien debe ir adaptando las indicaciones generales a su propio gusto teniendo en cuenta su estado de ánimo, su estado físico y su experiencia.
Es importante realizar la sesión de sauna con tranquilidad y sin agobios. El tiempo preciso para una sesión de sauna normal oscila entre una hora y hora y media y del mismo, raramente se hará más de 40 minutos dentro de la cabina.
Los pasos generales a seguir son los siguientes:
- Ducharse con agua caliente y jabón. Hay dos formas diferentes de entrar en la sauna, una con la piel mojada y otra con la piel seca. Ambas son válidas y constituyen dos escuelas diferentes. Los que defienden que es mejor entrar con la piel seca dicen que la piel mojada retiene el sudor lo cual es contraproducente pudiendo llegar a irritarla y provocar algún episodio eczémico.
- Sentarse o tumbarse sobre una toalla para evitar quemarse con los bancos, también por motivos higiénicos.
- Entrar a la cabina de la sauna y ponerse en un banco intermedio o superior (el situarse en el banco inferior sobrecarga el corazón, aunque se puede realizar una aclimatación progresiva ubicándose primero en los bancos inferior para ir ascendiendo) y permanecer un máximo de 15 minutos. El tiempo óptimo de permanencia está entre los 10 minutos y los 15, pudiendo llegar hasta los 25, pero debe ser el propio usuario quien determine su tiempo de estancia. Se debe abandonar la sauna cuando se note una sensación de agobio que suele producir la sudoración continuada, este es el punto donde se obtienen los efectos beneficiosos, si no se llega al mismo estos no se producen y si se sobrepasa, disminuyen. La temperatura debe estar entre los 80 y 90 °C (máximo 100 °C). Se comienza a sudar a los 8 o 12 minutos, para ello es necesario un aumento de la temperatura corporal de algunos grados, en realidad es igual tomar una sauna a 80 que a 100 °C, una sauna excesivamente calurosa y seca es contraproducente para una óptima sudoración.
- Para que todo el cuerpo esté a la misma temperatura se debe permanecer tumbado. El gradiente de temperatura es muy alto, de tal forma que la diferencia de los bancos inferiores a los superiores suele ser notable.
- Para subir la humedad y aumentar la sensación de calor se puede verter agua sobre las piedras, opcionalmente con alguna esencia. Hay que tener en cuenta que el aumento de humedad reduce la transpiración lo que es contraproducente, una elevación brusca e instantánea de la humedad, el llamado golpe de vapor es beneficioso. Hay que evitar los golpes de calor en los primeros minutos de la estancia en la sauna.[11] Se debe respirar por la boca y mantenerse relajados. Antes de salir es aconsejable permanecer 2 minutos sentado y levantarse suavemente.
- Se puede uno azotar con un haz de ramas de abedul, la vihta finlandesa, para aumentar la transpiración.
- Salir y ducharse con agua fría comenzando por los pies e ir ascendiendo hacia el centro del cuerpo. La ducha debe refrigerar el cuerpo y el contraste de temperaturas hace que aumente la circulación sanguínea por la superficie corporal. Se puede tomar un baño de inmersión o realizar la refrigeración mediante aire, muy aconsejable para las personas de edad avanzada. Pasar de una sauna caliente a un ambiente frío no es recomendable, aunque es positivo realizar baños de inmersión en aguas frías.[11]
- Descansar relajado durante 10 o 15 minutos. Se puede pasear, tomar un masaje o broncearse. Opcionalmente se puede tomar un baño de pies con agua caliente. Si se puede permanecer al aire libre.
- Repetir la segunda sesión por un tiempo similar.
- Nuevo enfriamiento y relajación por un tiempo similar.
- Eventualmente realizar una tercera sesión de sauna sin abusar.
- Después del último enfriamiento hay que esperar a dejar de transpirar para vestirse. Luego se debe descansar y beber algo fresco sin prisas. No se debe beber alcohol ni antes ni durante la sesión de sauna lo mismo que comer pesadamente.[11]

#### Consejos

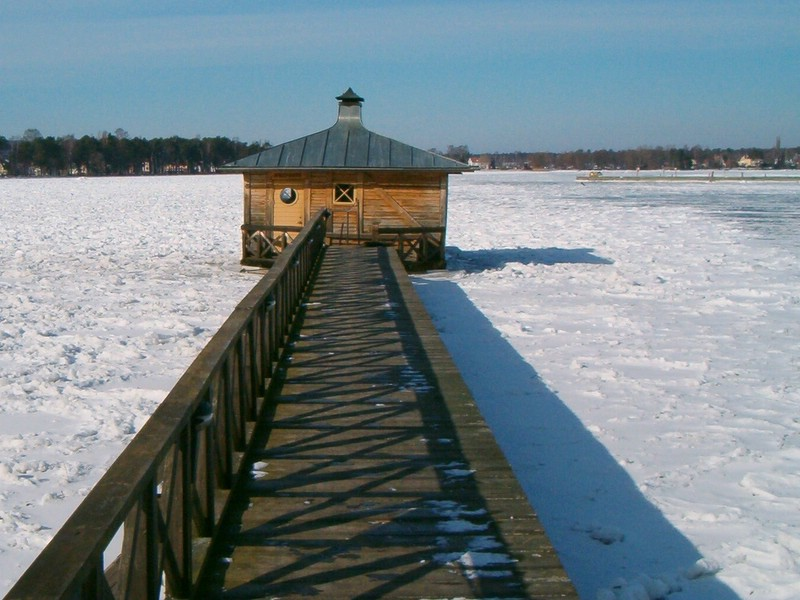
Sauna sobre un lago

- La temperatura de la sauna debe estar entre los 80 y los 90 °C aunque se puede llegar a un máximo de 100 °C. Si hay niños se comenzará por una temperatura alrededor de los 75 °C y se irá subiendo. La transpiración se produce por el aumento de la temperatura corporal, lo que viene a suceder entre los 8 o 12 minutos de estar inmerso en ella independientemente de la temperatura a la que este la sauna (en una sauna a 80 °C ocurre igual que en una a 100 °C).
- Antes de iniciar una sesión de sauna se debe haber descansado entre 15 y 30 minutos. No es aconsejable el entrar a la sauna después de realizar esfuerzos físicos, como la práctica de algún deporte, facilitando, de esta forma la reacción del cuerpo al calor.
- Tomar la sauna entre 2 y 4 horas después de una comida.
- Es conveniente que la sangre tenga contenido de glucosa por lo que si no se ha comido hace algún tiempo conviene ingerir algún dulce o pan.
- No conviene realizar una sauna con los pies fríos. Por ello es aconsejable realizar un baño de pies en agua caliente durante, aproximadamente, 5 minutos (se puede realizar en uno de los descansos).
- Si la presión arterial es alta ducharse con agua templada. Un contraste de la temperatura hace subir la presión sanguínea.
- Los principiantes en tomar saunas deben comenzar con sesiones suaves que incluyan solamente una entrada a la cabina, es decir un único ciclo de calentamiento enfriamiento, según se vaya realizando la actividad se irá incrementando el tiempo de estancia y las entradas a la cabina. No hay que abusar y tomar más de tres saunas en una sesión. Semanalmente se suelen realizar 2 o tres sesiones.
- No prolongar el tiempo en la sauna con la creencia de que cuanto más se sude más se adelgaza. El peso perdido en una sesión de sauna se recupera al cabo de las 2 o 3 horas. El exceso de sudoración puede acarrear trastornos en el sistema circulatorio.
- Si aparecen síntomas de agobio, incluso al poco tiempo de haber entrado, hay que salir y refrescarse para que el cuerpo vuelva lo antes posible a su temperatura normal. Esto puede ser debido a alguna anomalía no conocida que se pudiera tener.
- El último enfriamiento debe realizarse bien ya que si el cuerpo no retorna a la temperatura normal se producirán sudoraciones que pueden acarrear resfriados.

No se recomienda pasar súbitamente de una sauna caliente a un ambiente frío. Es decir, pasar súbitamente. Es preciso un lapso adecuado de adaptación, nada más. Refrescarse y descansar son dos elementos esenciales de la sauna. El peor defecto de las saunas urbanas es la ausencia de un sitio apropiado para tomar fresco, pues solo hay pocas con un buen balcón o una terraza. Las saunas situadas en una costa en cambio permiten un chapuzón en aguas frías y pasar así del baño de sudor al de inmersión. En invierno los más valientes se zambullen en el agua helada por un agujero abierto en el hielo o se revuelcan sobre la blanca nieve. Solo el inclemente clima boreal puede ofrecer estos placeres invernales.
- Tener precaución con los objetos metálicos, cadenas, anillos... ya que alcanzan altas temperaturas y con los objetos electrónicos al poderse deteriorar por la excesiva temperatura.
- No se debe cubrir el cuerpo con prendas, en especial de plástico o impermeables, ya que evitan la transpiración normal y reducen el flujo de sudor.
- Dentro de la sauna no se debe comer ni beber. Hay que reducir la charla o cualquier clase de ejercicio ya que inciden sobre la respiración y circulación.
- Es aconsejable compensar la pérdida de líquidos que se produce, entre medio y dos kilos, ingiriendo agua o zumos de fruta.
- Si se es propenso al insomnio se recomienda no tomar saunas cerca de las horas de sueño, al menos dejar un intervalo de 2 horas.
- Con niños hay que estar vigilantes al poder tener inmaduros los sistemas de autorregulación de la temperatura corporal, conviene ducharlos con agua templada.

## Contraindicaciones y beneficios

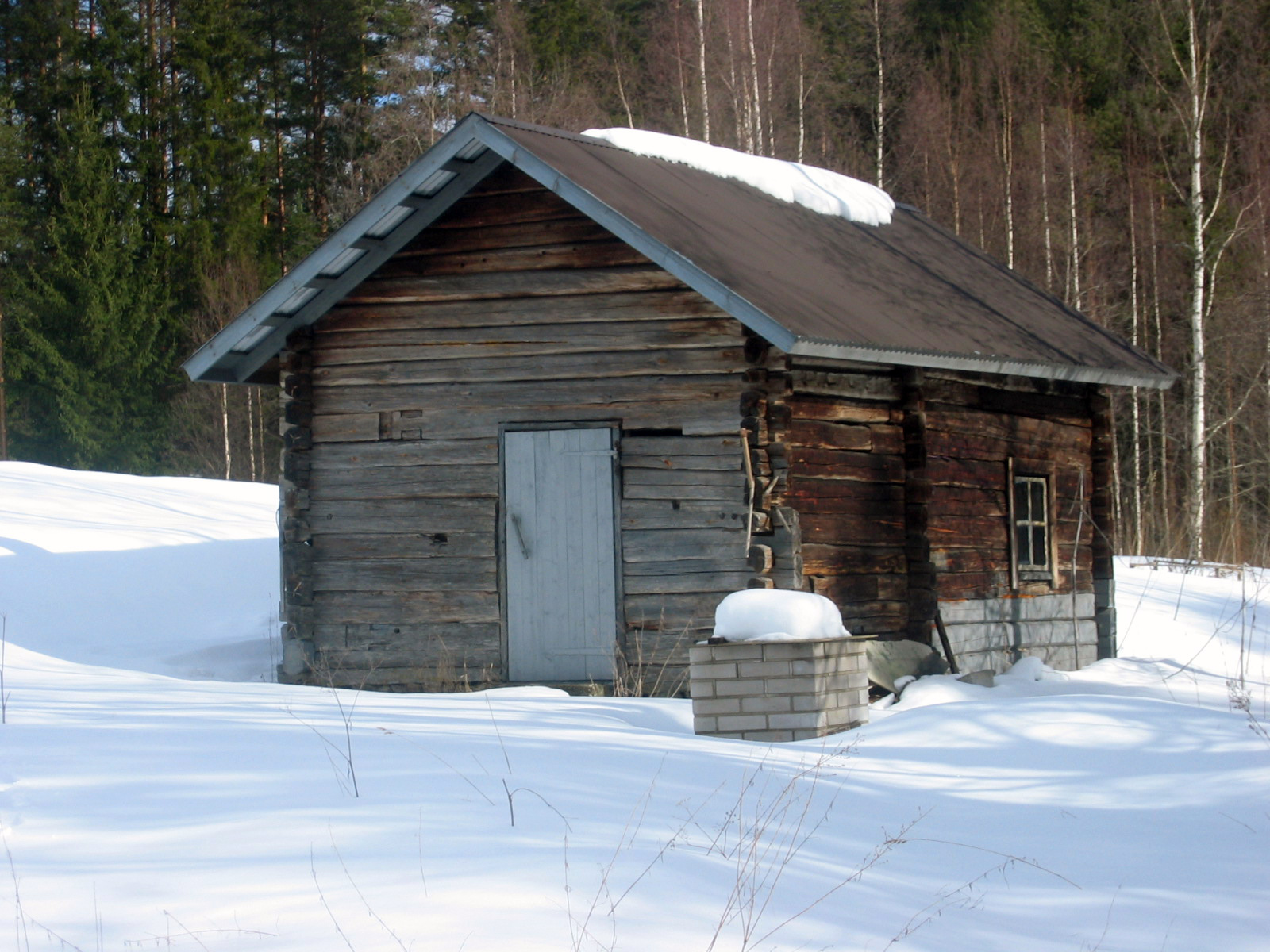
Sauna de humo en Enonkoski, Finlandia.

### Contraindicaciones
La sauna tiene incidencia en el sistema circulatorio por lo que las alteraciones que se pudieran tener en el mismo pueden condicionar su uso. No se debe tomar una sauna si se tiene alguna de estas enfermedades o alteraciones:
- Problemas de corazón como infarto de miocardio, estados de descompensación cardiovascular y síntomas de estenosis.
- Problemas venosos crónicos, insuficiencia venosa, síndrome post-trombótico.
- Varices en fase aguda.
- Problemas de circulación cerebral, trombosis, estados tras haber sufrido infartos cerebrales.
- Tensión arterial baja.
- Hipertensión arterial de origen renal superior a 200 mmHg.
- Glaucoma.
- Hipertiroidismo.
- Tumores.
- Toxemias gravídicas severas.
- Enfermedades inflamatorias agudas internas como hepatitis y nefritis.
- Con episodios de fiebre.
- Con enfermedades infecciosas como hongos.
- Los tres primeros meses de embarazo.
- Embarazadas con historiales de partos prematuros

Hay que tener precaución en los siguientes casos.
- Durante la menstruación por la bajada de tensión arterial.
- Hipertensión compensada mediante medicación: el enfriamiento se debe realizar sin ducha y progresivamente.
- En hipertensiones no medicadas solo se puede tomar bajo consejo médico.

### Beneficios
El tomar una sesión de sauna requiere tranquilidad y relajación. No se puede hacer con prisas. Esto es ya en sí mismo muy beneficioso para problemas de estrés y agobio crónico. A este efecto debido al propio procedimiento hay que añadir los que se derivan de la propia sauna y sus dos estados o fases, el de calentamiento y el de enfriamiento.
Los beneficios son: desintoxicación de la piel, limpieza de las vías respiratorias, mejora en el flujo de la sangre, el corazón bombea con más fuerza y preparación para un buen dormir. Entre otros.
Calentamiento
En la fase de calentamiento se produce la elevación de la temperatura corporal hasta casi los 40 °C por lo que se produce una sudoración muy fuerte y la apertura de los poros. Los beneficios que aporta esta fase son los siguientes:
- Relajación muscular y psíquica.
- Sudoración que produce la excreción de desechos y limpia de la piel.
- Normalización de la presión arterial.
- Acumulación de calor.
- Vasodilatación y aumento de la circulación sanguínea.
- Alteración del sistema termorregulador del cuerpo.
- Beneficios sobre el sistema respiratorio.

Enfriamiento
En la fase de enfriamiento se produce un abrupto cambio de temperatura. Este contraste hace que se realicen cambios en el sistema sanguíneo y proporciona la recuperación de la temperatura normal del cuerpo humano. Los beneficios que en ella se obtienen son:
- Saturación de oxígeno en la sangre.
- Contracción de los vasos sanguíneos, en contraste de la dilatación de la fase de calor.
- Normalización de la temperatura corporal.
- Estimulación psíquica.

En general los beneficios terapéuticos de la sauna son el estímulo en la circulación de la sangre al acelerar el corazón su ritmo para llevar más sangre a la piel con el fin de enfriarla, la mejora a la respuesta del sudor que se logra forzando la sudoración con el estímulo calorífico, la eliminación de toxinas que se produce mediante el sudor (también se eliminan componente beneficiosos que deben ser repuestos después de la sesión de sauna), se alivia el dolor corporal y de la artritis mediante la aplicación del calor. La sauna relaja la musculatura, limpia y desobstruye las vías respiratorias, desintoxica y expulsa las impurezas del organismo y combate enfermedades del aparato respiratorio. Sin embargo, la frecuencia habitual o prolongada de saunas debe ser autorizada por un médico, pues ciertas patologías respiratorias y circulatorias no se benefician con la permanencia en un ambiente caliente, así que la frecuencia de uso para las personas que las padezcan no debe superar más que una vez por semana.
La sauna se puede combinar con otros sistemas de mantenimiento de la salud, es muy normal combinar la sesión de sauna con una sesión de masajes o, como hacen en Finlandia, con la aplicación de ventosas.
La tradición finlandesa dice 

...en la sauna te ablandarás. Cuando sientas que te duelen las venas y los huesos te aprietan, el remedio es una sauna. Cuando tengas migrañas, debes ir a la sauna. Cuando tengas tos no podrás ir hasta que se te haya pasado. Si entras en la sauna aterido de frío, éste se refugiará en tu corazón. Primero deberás calentarte por dentro y sólo después tomar la sauna

#### Indicaciones
La sauna está indicada directamente para los siguientes problemas:
- Estrés y preocupaciones laborales.
- Dolores reumáticos que no estén en fase aguda.
- Desintoxicaciones.
- Fortalecimientos.
- Mejora de la circulación sanguínea.
- Mejora del descanso nocturno (hay que tomarla al menos 3 horas antes de irse a dormir).
- Mejora de esfuerzos y sobrecargas, pequeñas lesiones musculares, contracturas, miofibrosis, dolores de columna, lumbalgias y dorsalgias.
- Mejora en el estado de la musculatura.
- Mejora en el sistema respiratorio (faringitis y bronquitis) en especial a fumadores y personas con problemas de expectoración.
- Asma bronquítico.
- Mejora de los trastornos de la menopausia.

Bajo control médico y por su indicación se puede aplicar a pacientes con post-infarto en fase de reeducación y patologías coronarias asintomáticas.

### COVID-19

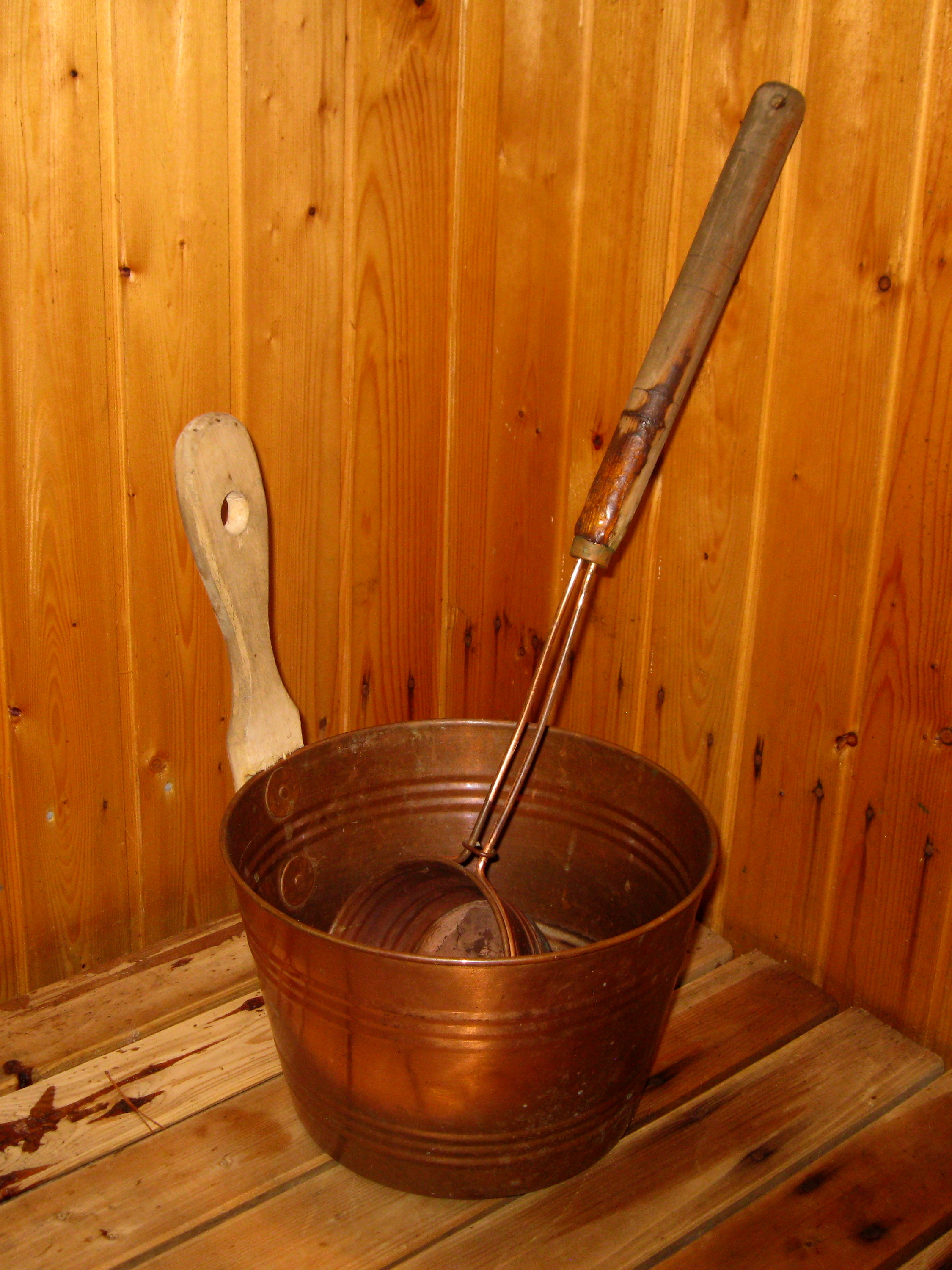
La humedad y altas temperaturas de la sauna puede tener múltiples beneficios para la salud.

Durante la pandemia de COVID-19 se cerraron muchas instalaciones como gimnasios, balnearios y áreas de ocio que incluían sauna para evitar el contagio en los espacios adyacentes a la sauna (vestuarios, recepción, etc.) sin embargo, la propia sauna es uno de los espacios más seguros: la hipertermia destruye los virus encapsulados como el SARS-CoV-2. Además, el calor aplicado al cuerpo entero mejora la segunda línea de defensa del sistema inmunitario al imitar la fiebre y activa defensas innatas y adquiridas de resistencia fisiológica, por otra parte, el calor en la parte superior favorece la primera línea con la limpieza de las mucosas y desactivando los viriones en su primer “alojamiento”. Así, la sauna es una modalidad terapéutica sencilla y barata, no obstante aún no existen protocolos clínicos que describan el uso de calor para tratar el COVID-19. Respecto a los usuarios de la sauna, las altas temperaturas hacen que el riesgo de infección cruzada sea improbable.

## Competiciones
Desde 1999 se celebra un Campeonato Mundial de Sauna como prueba de resistencia. Los participantes intentan aguantar el calor de la sauna tanto como sea posible. En el tramo final de la competición se alcanzan temperaturas de 110 °C.
Las últimas ediciones se han celebrado en la ciudad de Heinola, Finlandia, a 138 km al norte de Helsinki.
- La edición de 2009, la V edición, se desarrolló durante el sábado 8 y domingo 9 de agosto de 2009. Tuvo 160 participantes entre hombres y mujeres de 23 países. Los ganadores fueron el finlandés Timo Kaukonen en el evento masculino permaneciendo tres minutos 46 segundos y la rusa Tatiana Arkhipenko en el femenino con un tiempo de tres minutos nueve segundos, ambos a una temperatura de 110 °C.
- La edición de 2010 se desarrolló el sábado 7 y el domingo 8 de agosto de 2010. Tuvo 135 participantes entre hombres y mujeres de 15 países. Saltó a los medios de comunicación por la muerte de uno de los finalistas en el tramo final de la competición. El aspirante masculino al título de nacionalidad rusa Vladimir Ladyschenski sufrió un ataque falleciendo de inmediato. Su rival, el otro finalista, el finlandés y pentacampeón mundial Timo Kaukonen, tuvo que ser trasladado de manera inmediata a un hospital de Lahti, donde se recuperó. Ossi Arvela, organizador del evento, puso en duda la continuidad de la competición.[16]